# Leopolda Predaroli
Leopolda Predaroli fue una deportista italiana que compitió en esgrima, especialista en la modalidad de florete. Ganó dos medallas en el Campeonato Mundial de Esgrima de 1955 en los años 1955 y 1957.

## Palmarés internacional
| Campeonato Mundial | Campeonato Mundial | Campeonato Mundial | Campeonato Mundial  |
| Año                | Lugar              | Medalla            | Prueba              |
| ------------------ | ------------------ | ------------------ | ------------------- |
| 1955               | Roma (Italia)      | Medalla de bronce  | Florete por equipos |
| 1957               | París (Francia)    | Medalla de oro     | Florete por equipos |